# Мозаїки з Делоса

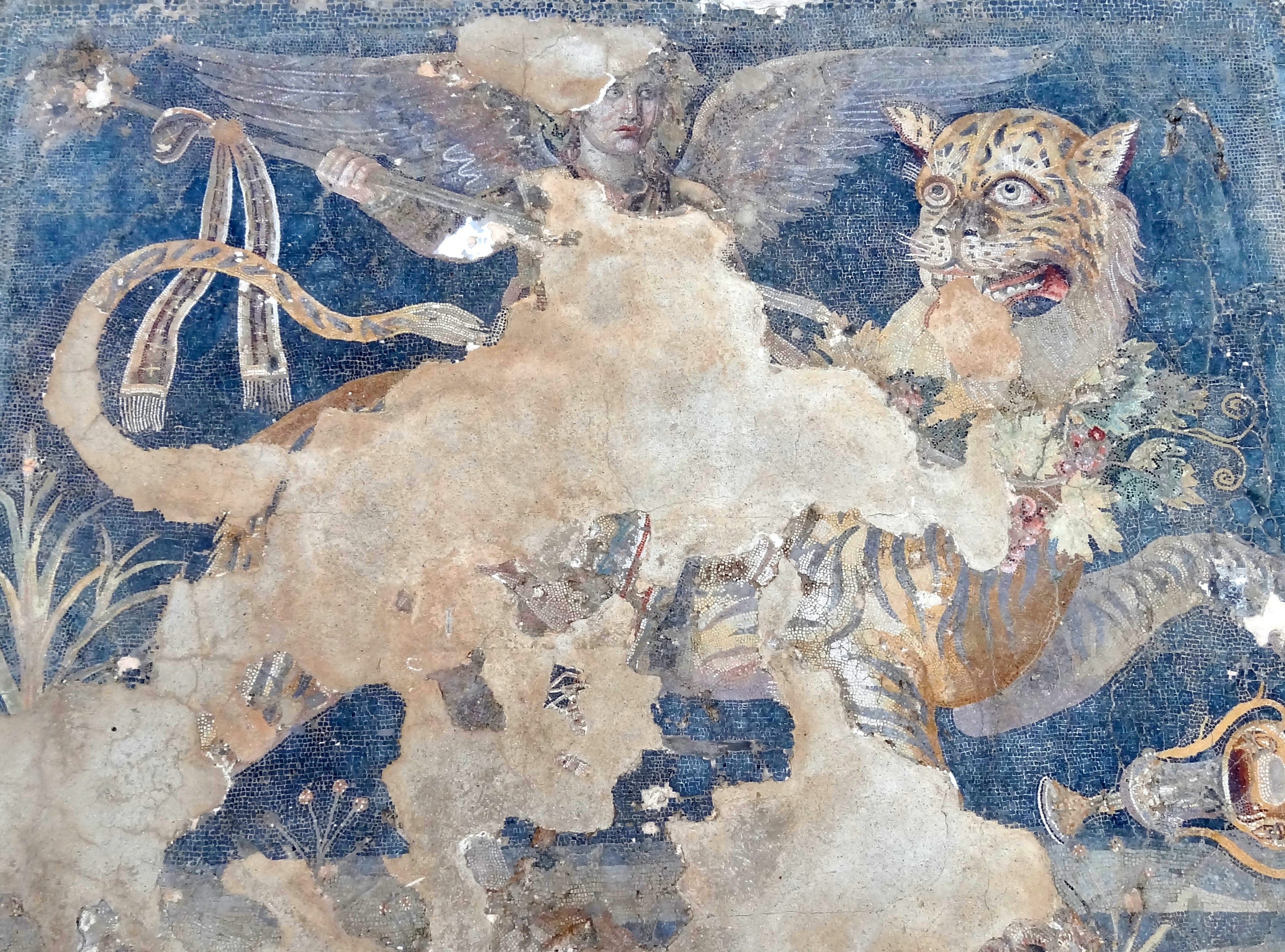
Елліністична грецька мозаїка із зображенням бога Діоніса як крилатого демона, що їде на тигрі з будинку Діонісоса в Делосі в південно-Егейському регіоні Греції, кінець ІІ століття до н. е., Археологічний музей Делоса

Мозаїки Делоса — це значна складова давньогрецького мозаїчного мистецтва. 
Більшість збережених мозаїк з Делоса, що на Кікладових островах, датується останньою половиною ІІ століття до н. е. та початком І століття до н. е., елліністичним періодом та початком римського періоду Греції. Елліністична мозаїка більше не виходила після 69 р. до н. е., через війни з Понтійським королівством та згодом різким скороченням населення острова та втратою становища головного торгового центру. 
Серед елліністичних грецьких археологічних пам’яток Делос містить одну з найвищих концентрацій збережених творів мозаїки. Приблизно половина всіх збережених грецьких мозаїк з елліністичного періоду походить з Делоса.